# Pearly Beach
Pearly Beach is een dorp in de Zuid-Afrikaanse provincie West-Kaap. Pearly Beach behoort tot de gemeente Overstrand dat onderdeel van het district Overberg is.